# Il segreto del vecchio Giosuè
Il segreto del vecchio Giosuè è un film muto italiano del 1918 diretto da Eugenio Testa.